# Río Grande (departamento)
Río Grande é um departamento da Argentina, localizado na província de Terra do Fogo, Antártida e Ilhas do Atlântico Sul.